# Лиеги
Лие́ги (латыш. Lieģi) — населённый пункт в Латвии. Административный центр Тадайкской волости. Находится у автодороги A9 (Рига — Скулте — Лиепая).
По данным на 2017 год, в населённом пункте проживало 406 человек. Село застроено преимущественно многоквартирными домами. Есть волостная администрация, дом культуры, детский сад, почтовое отделение.

## История
В советское время населённый пункт входил в состав Тадайкского сельсовета Лиепайского района. В селе располагалась центральная усадьба совхоза «Лиепая».